# Warren Miller (homme politique, 1847-1920)
Pour les articles homonymes, voir Warren Miller et Miller.
Warren Miller (né le 2 avril 1847 à Apple Grove en Ohio et décédé le 29 décembre 1920 à Ripley en Virginie-Occidentale) est un procureur et homme politique américain représentant la Virginie-Occidentale et qui servit dans les 54e et 55e congrès des États-Unis.

## Biographie
Miller est né à Apple Grove dans le comté de Meigs. Dans les environs de 1850, il déménage à Millwood dans le comté de Jackson dans ce qui était encore à l'époque la Virginie. Il enseigne pendant un moment après avoir gradué de l'université de l'Ohio où il a gradué en droit. Il est par la suite admit au barreau et commence sa carrière à Ripley en 1871. Il est également maire de la ville en 1871. Il devient procureur en 1878, poste qu'il détient jusqu'en 1890. En 1884, il est choisi délégué pour la Convention nationale républicaine de 1884. Il est par la suite membre de la Chambre des représentants de Virginie-Occidentale de 1890 à 1891.
En 1892, il est candidat pour être juge de la Cour suprême de Virginie-Occidentale, mais est défait. Il est membre du 54e et 55e congrès des États-Unis en tant que représentent du 4e district de la Virginie-Occidentale, mais n'est pas candidat à sa réélection en 1898. Il retourne alors pratiquer le droit et prend un intérêt pour l'agriculture. Il devient finalement juge pour la cinquième Cour de circuit de Virginie-Occidentale. Il est élu à ce poste en 1902, mais démissionne l'année suivante où il devient juge à la Cour suprême d'appel de Virginie-Occidentale pour un an. Il est membre du Sénat de Virginie-Occidentale de 1914 à 1918. Il meurt à Ripley le 20 décembre 1920 et est mis en terre au cimetière de Cottageville.

### Articles annexes
- Liste des représentants de Virginie-Occidentale